# Transthyrétine
Pour les articles homonymes, voir TTR.
La transthyrétine (TTR), ou préalbumine, est une protéine très présente dans le plasma et le liquide cérébrospinal. Elle est synthétisée par le foie et les plexus choroïdes notamment.
Son nom rappelle l'une de ses fonctions : « trans » pour transport, « thyr » pour thyroxine et « rétine » pour rétinol.
L'ancien nom de la TTR (préalbumine) provient du fait qu'elle se déplace plus vite que l'albumine lors d'une électrophorèse.

## Génétique
Le gène TTR est situé sur le chromosome 18.
Plusieurs mutations ont été décrites. La plus fréquente entraîne la substitution d'un isoleucine par une valine en position 122. Cette mutation est présente à l'état hétérozygote dans un peu moins de 4 % des afro-américains, avec un risque augmenté, mais de manière faible, de survenue d'une atteinte cardiaque.

## Structure et rôle
La transthyrétine normale est une protéine tétramérique qui possède quatre sous-unités identiques. elle est surtout synthétisée dans le foie et dans les plexus choroïdes (dans le cerveau).
D'un poids de 15 kDa, elle constitue une des protéines de liaison de la thyroxine (T4), une hormone thyroïdienne, et de la vitamine A (rétinol).
Elle a également un rôle dans la neurogenèse, la croissance des axones, la régénération nerveuse. 
Elle tend à s’agréger. Les formes mutées augmentent sensiblement l’agrégation sous forme d'amyloïde. 

## En médecine
D'une demi-vie de 2 à 4 jours, elle constitue un marqueur précoce de la dénutrition (la normale est supérieure à 200 mg/L). Son taux diminue en cas d'insuffisance hépatocellulaire, de syndrome inflammatoire et augmente en cas d'insuffisance rénale chronique.
En cas de pathologie, en particulier l'amyloses héréditaires à transthyrétine, un traitement à miARN existe pour réprimer la traduction de l'ARNm de la TTR. Ce blocage du passage ARNm en protéine permet de diminuer le taux sérique de transthyrétine et, in fine, le risque de former des plaques d'amyloses (Traitement = Patisiran)

### Amylose à transthyrétine (ATTR)
Des monomères variants instables de la transthyrétine sont produits par la substitution d’un acide aminé. Ils permettent des précipitations de la protéine en cas de stimuli physiques ou chimiques, comme le pH local de surface, le champ électrique. Ces stimuli sont responsables des dépôts amyloïdes (amylose ATTR). Ils peuvent expliquer la spécificité d’organes des dépôts amyloides. 
L'âge joue un rôle dans la formation des fibrilles amyloïdes de l'ATTR. En effet, les patients porteurs d’un variant transthyrétine n’ont pas de signes cliniques apparents jusqu’à la moitié de la vie, malgré la présence de transthyrétine anormale depuis le début de la vie.
Lorsque les symptômes débutent, la progression est ensuite rapide, suggérant un effet d’âge. 
L'amylose cardiaque sénile est due aux dépôts de fibrilles dérivées de transthyrétine normale est spécifiquement observée chez des sujets âgés.